# Los colimbas al ataque
Los colimbas al ataque es una película cómica argentina, cuyos protagonistas principales son el dúo cómico de Alberto Olmedo y Jorge Porcel, estrenada el 12 de febrero de 1987.

## Sinopsis
Esta película es la tercera de la trilogía de los soldados Pumba y Colifo, interpretados por los actores cómicos Alberto Olmedo y Jorge Porcel.

## Reparto
| Actor              | Personaje                       |
| ------------------ | ------------------------------- |
| Alberto Olmedo     | Dragoneante Alberto Colifo      |
| Jorge Porcel       | Soldado Jorge Pumba             |
| Javier Portales    | Coronel Cayetano                |
| Mario Sánchez      | Sargento Sánchez                |
| Adolfo García Grau | Principal Monteleña             |
| Adriana Salgueiro  | Susana, hija del Coronel        |
| Cris Morena        | Mónica, hija del Coronel        |
| Nelly Beltrán      | Jimena, esposa del Coronel      |
| Leticia Moreira    | Subteniente Russo               |
| Carlos Russo       | Soldado Russo                   |
| Néstor Robles      | Cabo 1º Robles                  |
| Edgardo Mesa       | Periodista                      |
| Tandarica          | Mozo                            |
| Jorge Troiani      | Private Troiani                 |
| Ricardo Morán      | Capitán Martínez                |
| Las Primas         | Ellas mismas                    |
| Fernando Olmedo    | Encargado de efectos especiales |
| Horacio Taicher    |                                 |